# Метилові ефіри жирних кислот
Метилові ефіри жирних кислот (МЕЖК) — складні ефіри жирних кислот, що отримуються реакцією переетерифікації жирів зі спиртом метанолом. МЕЖК є основним компонентом біодизельного палива, яке зазвичай отримують з рослинних олій шляхом переетерифікації. Крім цього, їх використовують для виробництва детергентів. Метилові ефіри жирних кислот зазвичай отримують в реакції між жирами і метанолом в умовах кислого або лужного каталізу; зазвичай реакцію проводять за присутності гідроксиду натрію або метоксиду натрію.

## Використання
Оскільки кожен мікроорганізм має свій специфічний набір жирних кислот, метод МЕЖК можна використовувати для ідентифікації мікроорганізму, адже ліпідний склад зовнішньої і цитоплазматичної мембрани це важлива фенотипічна ознака.
За допомогою клінічного аналізу можна визначити довжину, наявність подвійних зв'язків, кілець і розгалужень метилових ефірів жирних кислот. Для проведення аналізу з культури бактерій екстрагують ліпідну фракцію, а потім проводять реакцію переетерифікації для отримання МЕЖК. Потім, отримані леткі сполуки піддають газовій хроматографії, а за формою і кількістю отриманих піків визначають таксономічну приналежність організму. Цей метод широко використовується для охарактеризовування нових видів бактерій, а також для виявлення патогенних штамів.